# Nenga
Nenga, rod palmi smješten u podtribus Arecinae, dio tribusa Areceae, potporodica Arecoideae. Postoji pet priznatih vrsta iz Indokine, Sumatre, Bornea i Jave. 

## Vrste
1. Nenga banaensis (Magalon) Burret
2. Nenga gajah J.Dransf.
3. Nenga grandiflora Fernando
4. Nenga macrocarpa Scort. ex Becc.
5. Nenga pumila (Blume) H.Wendl.